# Warner (Dakota Południowa)
Warner – miasto w Stanach Zjednoczonych, w stanie Dakota Południowa, w hrabstwie Brown.